# Captive du souvenir
Captive du souvenir (Nora Roberts' Angels Fall) est un téléfilm américain réalisé par Ralph Hemecker et diffusé le 29 janvier 2007 sur la chaîne Lifetime. Il s'agit de l'adaptation de Le Refuge de l'ange, une romance de l'écrivain américain, Nora Roberts.

## Synopsis
Jeune chef dans un grand restaurant, Reece est la seule survivante d'un carnage de quatorze victimes. Trois ans plus tard, le traumatisme est toujours présent. Un jour, tombant en panne sur la route, elle s'arrête dans une petite ville : Angels Fall. Elle se fait alors embaucher dans un restaurant local. Lors d'une balade en montagne, elle est de nouveau témoin d'un meurtre, mais en l'absence de preuves, le shérif refuse de la croire.

## Fiche technique
- Réalisation : Ralph Hemecker (en)
- Scénario : Janet Brownell, d'après le roman de Nora Roberts
- Société de production : Mandalay Television
- Durée : 90 minutes

## Distribution
- Heather Locklear (VF : Dominique Dumont) : Reese Gilmore[2]
- Johnathon Schaech (VF : Damien Boisseau) : Brody[2]
- Gary Hudson (en) (VF : Jean-Louis Faure) : Rick Marsden
- Derek Hamilton : Lo
- Linda Darlow : Joanie
- Lisa Marie Caruk (VF : Edwige Lemoine) : Linda Gail
- Len Crowther : Doc
- Pete Seadon (VF : Bernard Lanneau) : Mac Drubber
- Robert White : Lynt
- Christy Greene : Ginny
- Jemma Blackwell (VF : Dorothée Jemma) : Debbie Marsden
- Tamara Werden : Femme au chapeau orange
- Guillermo Ura : Serge
- Chezlene Kocian : Marlie
- Lori Ravensborg : Bijoutière
- Aedan Tomney : Pete
- Shannon Tuer : Denna James

 Source et légende : version française (VF) sur RS Doublage et selon le carton du doublage français télévisuel.

## Accueil
Le téléfilm a été vu par environ 4,9 millions de téléspectateurs lors de sa première diffusion.